# Ophiola russeola
Ophiola russeola är en insektsart som först beskrevs av Carl Fredrik Fallén 1826.  Ophiola russeola ingår i släktet Ophiola, och familjen dvärgstritar. Arten är reproducerande i Sverige.